# Russi Petkow
Russi Petkow (bulgarisch Руси Петков, wiss. Transliteration Rusi Petkov; * 21. Juni 1976 in Gabrowo) ist ein ehemaliger bulgarischer Fußballspieler und -trainer. 

## Karriere
In der Jugend spielte Petkow bei ZSKA Sofia. Seine Profikarriere begann er bei FK Schumen, wo er von 1994 bis 1998 spielte. Dann wechselte er zu Slawia Sofia.
Im Jahr 2000 wechselte Petkow nach Deutschland zum Oberligisten Lok Altmark Stendal, bei dem er die Saison 2000/01 spielte. Dann wechselte er zu dem Regionalligisten FC Erzgebirge Aue, mit dem er 2003 in die 2. Bundesliga aufstieg. In der ersten Zweitliga-Saison verletzte er sich so schwer, dass Jörg Hahnel seinen Platz im Tor einnahm. Petkow kam bis zu seinem Abgang nicht mehr im Zweitliga-Team zum Einsatz.
In der Spielzeit 2007/08 spielte Russi Petkow zwölfmal für den Regionalliga-Aufsteiger FSV Oggersheim. In der folgenden Spielzeit wechselte er zum sächsischen Landesligisten VfL 05 Hohenstein-Ernstthal.
Nach nur einem halben Jahr ging er wieder zurück zum FC Erzgebirge Aue und stand als dritter Torhüter hinter Martin Männel und Stephan Flauder bereit.

### Als Trainer
Von Juli 2010 bis Oktober 2014 arbeitete Petkov neben Jörg Weißflog, als Torwarttrainer des FC Erzgebirge Aue. Daneben betreute er zusätzlich noch die B-Junioren des VfL 05 Hohenstein-Ernstthal. Nachdem Jörg Weißflog im April 2010 von Cheftrainer Rico Schmitt aussortiert wurde, übernahm Russi Petkow den Job des alleinigen Torwarttrainers. Nach einem halben Jahr als Nachwuchskoordinator des FC Erzgebirge Aue, wurde er Sommer 2015 abermals Torwart-Trainer des VfL 05 Hohenstein-Ernstthal. Im Januar 2016 wechselte er als Torwart-Trainer bis Saisonende zum FC Carl Zeiss Jena. Zur Saison 2016/17 kehrte er zum VfL 05 Hohenstein-Ernstthal zurück. Als Cheftrainer führte er die erste Mannschaft 2018 zum Aufstieg in die Oberliga. Nach einer Niederlagenserie im Abstiegskampf wurde er im März 2019 freigestellt.

### Erfolge
- Aufstieg in die 2. Bundesliga mit Erzgebirge Aue 2003 und 2010

## Persönliches
Petkow ist verheiratet und hat zwei Söhne.